# Stads- en streekvervoer in Drenthe
Het stads- en streekvervoer in Drenthe geeft een overzicht van alle buslijnen en regionale treinen die gereden worden in de provincie Drenthe. Het gaat hier om de lijnen die zich in de provincie begeven, maar ook lijnen die de provincie doorkruisen.
De bussen maken onderdeel uit van de concessie Groningen Drenthe (GD). De concessie voor het busvervoer wordt verstrekt door het OV-bureau Groningen Drenthe. In Drenthe wordt sinds 13 december 2009 het busvervoer geregeld door Qbuzz en de stadsdiensten van Meppel en Hoogeveen door Connexxion Taxi Services (CTS). Voorheen werd het busvervoer geregeld door Arriva en Connexxion.
De regionale treinen in de provincie maken onderdeel uit van de Vechtdallijnen. Deze wordt verstrekt door de provincies Drenthe en Overijssel. Sinds 10 december 2017 zijn de Vechtdallijnen onderdeel geworden van het Blauwnet.
De vetgedrukte plaatsnamen bevinden zich buiten de provincie Drenthe. De schuingedrukte plaatsnamen bevinden zich in Duitsland. Bij lijnen die horen bij concessies die niet uit Drenthe komen is tevens de opdrachtgevende OV-autoriteit vermeld.

## Huidige concessies
Omdat de provincie Drenthe samen met de provincie Groningen één grote concessie vormt, worden op deze pagina van de concessie Groningen-Drenthe alleen de buslijnen in Drenthe vermeld van deze concessie en de provincieoverschrijdende buslijnen.
| OV-autoriteit                    | Concessiegebied                   | Vervoerder            | Duur                    |
| -------------------------------- | --------------------------------- | --------------------- | ----------------------- |
| OV-bureau Groningen Drenthe      | Groningen-Drenthe                 | Qbuzz                 | 15.12.2019 - 08.12.2029 |
| OV-bureau Groningen Drenthe      | Publiek vervoer Groningen-Drenthe | Diverse taxibedrijven | 08.04.2018 - ??.08.2026 |
| Provincies Drenthe en Overijssel | Vechtdallijnen                    | Arriva                | 09.12.2012 - 09.12.2028 |

## OV-chipkaart
De provincies Groningen en Drenthe waren de laatste regio's waar de OV-chipkaart werd ingevoerd. Oorspronkelijk zou de chipkaart in de bussen in Groningen en Drenthe (vervoerder Qbuzz en Arriva Touring) al in oktober 2010 ingevoerd worden, maar door een vertraagde levering van chipkaartapparatuur aan Qbuzz werd de invoering uitgesteld, in eerste instantie tot begin december 2010 en later tot nader order. Voor elke maand dat de ingebruikname langer duurde, heeft het OV-bureau Groningen Drenthe een boete van €50.000,- opgelegd.
Sinds 16 maart 2011 is de kaart in de grote bussen van Qbuzz en Arriva Touring te gebruiken en werd het kilometertarief vastgesteld op €0,126 en voor de nachtbussen in Groningen op €0,19. Van 10 juni tot 3 september 2011 werd ter promotie 25% korting op het basis- en kilometertarief gegeven. Op 1 januari 2012 ging het tarief omhoog naar €0,132 en het tarief van de nachtbus naar €0,264. Op 18 juni 2012 was de OV-chipkaartapparatuur ook in de kleine bussen geïnstalleerd. De OV-chipkaart is sindsdien te gebruiken in alle bordeauxrood/grijze Qbuzz, DVG, Taxi De Grooth, Taxi Nuis, UVO/Van Dijk en Connexxion Taxi Services (stadsdienst Hoogeveen en -Meppel) bussen, de blauwe Arriva en Qbuzz Qliner bussen (behalve lijnen 315, 325 en 335) en belbus. In de buurtbus en regiotaxi is het niet mogelijk om met de OV-chipkaart te reizen.
Per 1 januari 2023 is het tarief verhoogd, 
- Instaptarief: per 1 januari 2023 € 1,08.
- Kilometertarief: per 1 januari 2023 € 0,188.

Reductietarief;
Alleen voor personen van 4 t/m 11 jaar en 65+  met een persoonlijke OV-chipkaart 
- Instaptarief reductie: per 1 januari 2023 € 0,71.
- Kilometertarief reductie: per 1 januari 2022 € 0,113.

Echter zonder overstappen wordt de totale reissom per rit niet hoger dan € 8,53.

## Concessie Groningen-Drenthe (Qbuzz)
Onderstaande dienstregeling geldt vanaf 7 juli 2025.
| Lijn                  | Route                                            | Via | Opmerkingen                                                                                     |
| --------------------- | ------------------------------------------------ | --- | ----------------------------------------------------------------------------------------------- |
| Stadsdienst Groningen |                                                  | |                                                                                                 |
|                       | Zernike Noord - De Punt Busstation               | Zernikecomplex, Paddepoel, Oranjewijk, Schildersbuurt, Westerhaven, Hoofdstation, De Wijert, Paterswolde, Eelde         |                                                                                                 |
| Q-link                |                                                  | |                                                                                                 |
|                       | Beijum - Roden Kastelenlaan                      | Kardinge, Oosterhamriktracé, UMCG, Hereplein, Hoofdstation, P+R Hoogkerk, Peize                                         | Deel van de ritten rijdt in het weekend niet verder dan Hoofdstation of P+R Hoogkerk.           |
|                       | Scharmer Goldbergweg / Meerstad - Annen Zuid     | P+R Meerstad, IKEA, UMCG, Hereplein, Hoofdstation, P+R Haren/A28, Zuidlaren                                             | Deel van de ritten rijdt niet verder dan P+R Haren/A28.                                         |
| Stadsdienst Assen     |                                                  | |                                                                                                 |
| 1                     | TT-Circuit - Marsdijk                            | Station, Industrieterrein Assen                                                                                         |                                                                                                 |
| Stadsdienst Emmen     |                                                  | |                                                                                                 |
| 3                     | Station - Rietlanden                             | Centrum | Ringlijn in Rietlanden.                                                                         |
| 4                     | Station - Bargeres                               | Centrum | Ringlijn in Bargeres.                                                                           |
| Streekdienst          |                                                  | |                                                                                                 |
| 20                    | Steenwijk Station - Assen Station                | Eesveen, Nijensleek, Frederiksoord, Vledder, Wapse, Diever, Dieverbrug, Hoogersmilde, Hijkersmilde, Smilde, Bovensmilde |                                                                                                 |
| 21                    | Assen Station - Emmen Station                    | Rolde, Grolloo, Schoonloo, De Kiel, Schoonoord, Noord-Sleen                                                             |                                                                                                 |
| 22                    | Assen Station - Emmen Station                    | Hooghalen, Beilen, Westerbork, Orvelte, Wezup, Zweeloo, (Noord-Sleen)                                                   | Alleen in de spitsuren tussen Zweeloo en Emmen.                                                 |
| 24                    | Assen Station - Winschoten Station               | Rolde, Borger, Buinen, Buinerveen, Nieuw Buinen, Stadskanaal, Pekela's                                                  |                                                                                                 |
| 25                    | Zweeloo Busstation - Coevorden Station           | Aalden, Meppen, Oosterhesselen, Wachtum, Dalen                                                                          | Rijdt niet 's avonds en in het weekend.                                                         |
| 26                    | Meppel Station - Steenwijk Station               | Nijeveen, Veendijk, Havelterberg                                                                                        | Rijdt niet 's avonds en in het weekend.                                                         |
| 27                    | Emmen Station - Hoogeveen Station                | Noord-Sleen, Zweeloo, Aalden, Meppen, Oosterhesselen, Gees, Zwinderen, Geesbrug, Noordscheschut                         |                                                                                                 |
| 28                    | Beilen Station - Meppel Station                  | Wijster, Spier, Lhee, Dwingeloo, Dieverbrug, Uffelte, Havelte                                                           |                                                                                                 |
| 29                    | Emmen Station - Emmen Station                    | (Schoonloo, Schoonoord,) Noord-Sleen, Sleen, Erm                                                                        | Ringlijn, in de ochtendspits beginnen enkele ritten in Schoonloo                                |
| 31                    | Hoogeveen Station - Dedemsvaart Busstation       | Ter Arlo, Zuidwolde, Balkbrug                                                                                           | Rijdt niet 's avonds na 19:30 en in het weekend.                                                |
| 32                    | Hoogeveen Station - Meppel Station               | Pesse, Anholt, Ruinen, Oosteinde, Ruinerwold                                                                            |                                                                                                 |
| 33                    | Hoogeveen Station - Coevorden Station            | Noordseschut, Hollandscheveld, Elim, Nieuwlande, Dalerpeel, Steenwijksmoer                                              | Rijdt niet 's avonds na 19:25 en in het weekend.                                                |
| 34                    | Hoogeveen Station - Meppel Station               | Ter Arlo, Zuidwolde, Veeningen, Koekange, de Wijk, Rogat                                                                |                                                                                                 |
| 42                    | Emmen Station - Ter Apel Industrieweg            | Emmer-Erfscheidenveen, Emmer-Compascuum, Munsterscheveld, Munnekemoer, Barnflair                                        | Rijdt niet 's avonds en in het weekend                                                          |
| 44                    | Emmen Station - Schoonebeek Lauensteinstraat     | Zuidbarge, Erica, Amsterdamscheveld                                                                                     |                                                                                                 |
| 50                    | Assen Station - Groningen Hoofdstation           | Ubbena, Vries, De Punt, Glimmen, Harendermolen, Haren                                                                   |                                                                                                 |
| 51                    | Assen Station - Groningen Hoofdstation           | Loon, Gasteren, Anloo, Annen, Schuilingsoord, Zuidlaren, Midlaren, Noordlaren, Onnen, Haren                             |                                                                                                 |
| 59                    | Exloo Hoofdstraat - P+R Gieten                   | Ees, Borger, Drouwen, Gasselte                                                                                          |                                                                                                 |
| 72                    | Winschoten Station - Emmen Station               | Blijham, Vlagtwedde, Bourtange, Sellingen, Ter Wisch, Ter Apel, Nieuw-Weerdinge, Weerdinge                              | Rijdt alleen van mei t/m oktober ook in het weekend (en alleen tussen Sellingen en Vlagtwedde). |
| 73                    | Stadskanaal Busstation - Emmen Station           | Musselkanaal, Ter Apelkanaal, Ter Apel, Nieuw-Weerdinge, Weerdinge                                                      |                                                                                                 |
| 74                    | Stadskanaal Busstation - Emmen Station           | Musselkanaal, Valthermond, Valthe, Klijndijk                                                                            |                                                                                                 |
| 75                    | Emmen Station - Stadskanaal Busstation           | Klijndijk, Odoorn, Exloo, Tweede Exloërmond, Musselkanaal                                                               |                                                                                                 |
| 77                    | Wildervank N33 - P+R Gieten                      | De Hilte |                                                                                                 |
| 83                    | Assen Station - Leek Centrum                     | Ter Aard, Zeijen, Peest, Norg, Langelo, Alteveer, Roderesch, Roden, Nietap                                              | Rijdt 's avonds met een 8-persoonsbus.                                                          |
| 85                    | Oosterwolde Busstation - Groningen Hoofdstation  | Weper, Haulerwijk, Een-West, Zevenhuizen, Leek, (Midwolde)                                                              | Rijdt alleen in de ochtendspits en na 14:00 uur naar Groningen.                                 |
| 92                    | Emmen Station - Zwartemeer Brug                  | Emmer-Erfscheidenveen, Emmer-Compascuum, Barger-Compascuum                                                              |                                                                                                 |
| 93                    | Emmen Station - Zwartemeer Brug                  | Barger-Oosterveld, Nieuw-Dordrecht, Klazienaveen                                                                        |                                                                                                 |
| 94                    | Emmen Station - Coevorden Station                | Barger-Oosterveld, Nieuw-Dordrecht, Klazienaveen, Barger-Oosterveen, Weiteveen, Nieuw Schoonebeek, Schoonebeek          | Rijdt niet 's avonds en in het weekend.                                                         |
| 95                    | Emmen Station - Nieuw Schoonebeek Grens          | Klazienaveen, Barger Oosterveen, Weiteveen                                                                              | Rijdt niet 's avonds en in het weekend.                                                         |
| 107                   | Stadskanaal Busstation - Groningen Zernike       | Bareveld, Annerveenschekanaal, Kiel-Windeweer, Hoogezand                                                                | Spitsbus.                                                                                       |
| 109                   | Assen Station - Groningen Zernike                | P+R Haren/A28 |                                                                                                 |
| 110                   | Assen Station - Groningen Hoofdstation           | |                                                                                                 |
| 127                   | Hoogeveen Station - Emmen Station                | | Spitsbus.                                                                                       |
| 134                   | Meppel Station - Zuidwolde Busstation            | de Wijk, Haalweide, Eemten, Veeningen                                                                                   | Rijdt niet 's avonds en in het weekend.                                                         |
| 173                   | Stadskanaal Busstation - Emmen Station           | Ter Apel | Spitsbus.                                                                                       |
| 209                   | Groningen Hoofdstation - Groningen Airport Eelde | P+R Haren/A28, Paterswolde                                                                                              |                                                                                                 |
| Qliner                |                                                  | |                                                                                                 |
| 300                   | Groningen Hoofdstation - Emmen Station           | Westlaren, Gieten, Borger                                                                                               |                                                                                                 |
| 309                   | Groningen Hoofdstation - Assen Kloosterveen      | |                                                                                                 |
| 310                   | Veendam Station - Assen Station                  | Bareveld, Gieten, Rolde                                                                                                 |                                                                                                 |
| 312                   | Groningen Hoofdstation - Stadskanaal Busstation  | Haren, Gieten, Gasselte, Gasselternijveen                                                                               | Rijdt 's avonds en op zondag alleen tussen Gieten en Stadskanaal.                               |
| 319                   | Groningen Hoofdstation - Assen Kloosterveen      | | Non-stopversie van lijn 309.                                                                    |
| Nachtbussen           |                                                  | |                                                                                                 |
| 409                   | Groningen Hoofdstation - Assen Station           | | Rijdt alleen van donderdag- t/m zaterdagnacht.                                                  |
| 410                   | Groningen Hoofdstation → Assen Station           | De Punt, Vries, Ubbena                                                                                                  | Rijdt alleen zaterdagnacht.                                                                     |
| 417                   | Groningen Hoofdstation - Groningen Hoofdstation  | Peizermade, Peize, Roden, Leek                                                                                          | Rijdt alleen van donderdag- t/m zaterdagnacht.                                                  |
| 418                   | Groningen Hoofdstation - P+R Gieten              | Haren, Zuidlaren, Annen                                                                                                 | Rijdt alleen van donderdag- t/m zaterdagnacht.                                                  |
| 428                   | Meppel, Station → Dwingeloo, Valderseweg         | Havelte, Uffelte, Dieverbrug                                                                                            | Rijdt alleen zaterdagnacht.                                                                     |
| 432                   | Meppel, Station → Meppel, Prinsenplein           | Ruinerwold, Oosteinde, Ruinen                                                                                           | Rijdt alleen zaterdagnacht.                                                                     |
| 434                   | Meppel, Prinsenplein → Hoogeveen, Station        | De Wijk, Koekange, Veeningen, Zuidwolde, Ten Arlo                                                                       | Rijdt alleen zaterdagnacht.                                                                     |

## Concessie Publiek Vervoer Groningen-Drenthe (diverse taxibedrijven)
De provincie Drenthe is opgedeeld in 3 gebieden, Noord- en Midden-Drenthe (CTS), Zuidwest-Drenthe (DVG/Taxicentrale Zwolle) en Zuidoost-Drenthe (DVG/Dorenbos). Onderstaande dienstregeling geldt vanaf 15 december 2024.
| Lijn                                                            | Route                                       | Via                                                         | (Deel)concessie          | Vervoerder   | Opmerkingen |
| --------------------------------------------------------------- | ------------------------------------------- | ----------------------------------------------------------- | ------------------------ | ------------ | ----------- |
| Stadsdienst Assen (Cityline)                                    |                                             |                                                             |                          |              |             |
| 7                                                               | Marsdijk - Vredeveld                        | Peelo, Noorderpark, Centrum, Station, Wilhelmina Ziekenhuis | Noord- en Midden-Drenthe | CTS          |             |
| 8                                                               | Baggelhuizen - Pittelo                      | Station, Centrum, De Lariks                                 | Noord- en Midden-Drenthe | CTS          |             |
| Stadsdienst Hoogeveen (De Bij) (rijdt niet op zondag)           |                                             |                                                             |                          |              |             |
| Wolfsbos                                                        | Station - Wolfsbos                          | Centrum, Venesluis, Zuid                                    | Zuidwest-Drenthe         | DVG/Dorenbos |             |
| Krakeel                                                         | Station - Krakeel                           | Centrum, Oost, Bentinckspark                                | Zuidwest-Drenthe         | DVG/Dorenbos |             |
| De Weide                                                        | Station - Schoonvelde                       | Centrum, West, Grittenhof, Schutlanden                      | Zuidwest-Drenthe         | DVG/Dorenbos |             |
| Stadsdienst Meppel (De Mug) (rijdt niet 's avonds en op zondag) |                                             |                                                             |                          |              |             |
| Blauw                                                           | Station - Haveltermade                      | Centrum                                                     | Zuidwest-Drenthe         | TCZ          |             |
| Paars                                                           | Station - Oosterboer                        | Ziekenhuis                                                  | Zuidwest-Drenthe         | TCZ          |             |
| Buurtbus                                                        |                                             |                                                             |                          |              |             |
| 520                                                             | Beilen Station - Hoogersmilde Drostenstraat | Hijken, Oranje                                              | Zuidwest-Drenthe         | CTS          |             |
| 522                                                             | Hoogeveen Station - Witteveen Kerkweg       | Noordscheschut, Nieuw-Balinge, Mantinge, Garminge           | Zuidwest-Drenthe         | CTS          |             |

## Treindiensten Vechtdallijnen (Blauwnet)
| Serie       | Treinsoort         | Route                       | Bijzonderheden                                         |
| ----------- | ------------------ | --------------------------- | ------------------------------------------------------ |
| 3800 RE 20  | Sneltrein (Arriva) | Zwolle – Mariënberg – Emmen | Onderdeel van Blauwnet. 1x per uur.                    |
| 8000 RS 20  | Stoptrein (Arriva) | Zwolle – Mariënberg – Emmen | Onderdeel van Blauwnet. 1x per uur.                    |
| 13800 RE 20 | Sneltrein (Arriva) | Zwolle – Coevorden – Emmen  | Onderdeel van Blauwnet. Rijdt alleen tijdens de spits. |

## Lijnen uit grensoverschrijdende concessies in de provincie Drenthe
De concessiegrenzen van de concessies in Drenthe overschrijden nergens de provinciegrens, maar enkele buslijnen doen dit wel. Dit is echter ook andersom, lijnen uit concessies in andere provincies rijden in Drenthe. Hieronder staan alle buslijnen die horen bij concessies uit andere provincies opgesomd.
| Lijn                                         | Route                                          | Via | Soort                     |
| Concessie Fryslân (Qbuzz)                    | Concessie Fryslân (Qbuzz)                      | Concessie Fryslân (Qbuzz)                                                                                  | Concessie Fryslân (Qbuzz) |
| -------------------------------------------- | ---------------------------------------------- | --- | ------------------------- |
| 18                                           | Steenwijk Station - Oosterwolde Busstation     | Eesveen, Nijensleek, Frederiksoord, Noordwolde, Oosterstreek, Boyl, Elsloo, Makkinga                       | Streekbus                 |
| 84                                           | Drachten Transferium Oost - Assen Station      | Ureterp, Wijnjewoude, Bakkeveen, Waskemeer, Haulerwijk, Veenhuizen, Huis ter Heide                         | Streekbus                 |
| 104                                          | Een Haulerwijksterweg - Tijnje Winia Ikkers    | Haulerwijk, Allardsoog, Bakkeveen, Wijnjewoude, Hemrik, Lippenhuizen, Gorredijk, Terwispel                 | buurtBuzz                 |
| 217                                          | Wolvega Station - Steenwijk Station            | De Blesse, Steggerda, Vinkega, Oldeberkoop, Noordwolde, Wilhelminaoord, Frederiksoord, Nijensleek, Eesveen | flexBuzz                  |
| 380                                          | Drachten Van Knobelsdorffplein - Assen Station | Wijnjewoude, Donkerbroek, Oosterwolde, Appelscha, Hijkersmilde, Smilde, Bovensmilde                        | Qliner                    |
| Concessie IJssel-Vecht (EBS)                 |                                                | |                           |
| 30                                           | Hoogeveen Station - Hardenberg Station         | Hollandscheveld, Kerkenveld, Slagharen, Lutten, Heemserveen                                                | Streekbus                 |
| 40                                           | Meppel Station - Zwolle Station                | Staphorst, Rouveen, Lichtmis                                                                               | Streekbus                 |
| 129                                          | Coevorden Station - Dedemsvaart Busstation     | De Krim, Slagharen, Lutten                                                                                 | Streekbus                 |
| 592                                          | Meppel Station - IJhorst Heerenweg             | De Wijk, Halfweg                                                                                           | Buurtbus                  |
| 672                                          | Hoogeveen Station - Kampen GSG Pieter Zandt    | Noordscheschut, Hollandscheveld, Staphorst                                                                 | Schoolbus                 |
| 679                                          | Meppel Station - Vollenhove Clarenberglaan     | Wanneperveen, Blauwe Hand, Sint Jansklooster                                                               | Schoolbus                 |
| Verkeersverbond VGB (Nutzfahrzeuge Nordhorn) |                                                | |                           |
| T11                                          | Coevorden Station - Emlichheim Bahnhof         | Eschebrügge, Laar, Vorwald, Volzel                                                                         | Belbus                    |